# 경주 석빙고
경주 석빙고(慶州石氷庫)는 조선 시대 얼음을 저장하기 위하여 만든 석조 창고로서 겨울에 얼음을 채취하여 저장하였다가 여름에 사용하였다. 현재의 대한민국 경주시 인왕동(仁旺洞) 월성(月城)의 북쪽 축조되었으며, 길이는 18.8m, 홍예(紅霓) 높이는 4.97m, 너비는 5.94m이다. 1963년 1월 21일 대한민국의 보물 제66호로 지정되었다.

## 개요
남쪽에 마련된 출입구를 들어가면 계단을 통하여 밑으로 내려가게 되어 있다. 안으로 들어갈수록 바닥은 경사를 지어 물이 흘러 배수가 될 수 있게 만들었다. 지붕은 반원형이며 3곳에 환기통을 마련하여 바깥 공기와 통하게 하였다. 
석비와 입구 이맛돌에 의하면, 조선 영조 14년(1738) 당시 조명겸이 나무로 된 빙고를 돌로 축조하였다는 것과, 4년 뒤에 서쪽에서 지금의 위치로 옮겼다는 내용이 상세히 기록되어 있어 이 때의 것으로 추정된다. 또한 규모나 기법면에서 뛰어난 걸작으로 평가되고 있다.

## 구조
남북으로 길게 조영하고, 출입구는 남쪽에 있는데 너비는 2.01m, 높이는 1.78m이다. 여기에서 계단을 따라 실내로 들어가게 되어 있다. 빙실의 밑면도 외부의 형태와 같은 직사각형으로 입구에서 안으로 들어갈 수록 밑바닥은 경사져 있으며, 바닥 중앙에 배수구가 있어 내부의 물이 이 경사를 따라 외부로 배출된다. 내부는 연석(鍊石)으로 5개의 홍예를 틀어 올리고 홍예와 홍예 사이에 길쭉한 네모 돌을 얹어 천장을 삼았다. 벽은 직사각형의 작은 석재로 정연하게 쌓아올렸고, 밑부분은 장대석을 연결하여 지대석(址臺石)을 삼아 견실하게 축조하였다. 천장에는 3곳에 환기 구멍을 마련하여 외기와 통하게 하였는데, 조각한 돌로 구멍을 덮어 비와 이슬을 막고 있어 다른 석빙고와는 달리 정연한 양식과 축조를 보여 준다. 환기 구멍은 중심부에서 북쪽으로 치우쳐 설치하였는데, 이것은 입구가 남쪽에 있으므로 안으로 내려가는 층계가 몇단 있어서 그만큼 자리[房]를 차지하고 얼음  창고의 주실(主室)은 좀 더 깊이 들어간 내부의 북쪽에 있는 까닭이다. 조선 후기에 몇몇 석빙고를 축조하였으나, 그 규모나 기법에서 경주석빙고가 가장 정연한 걸작으로 꼽힌다.
1000여 개의 돌로 이루어져 있다.

## 역사
조선 영조 17년(1741년)에 옮겨 세웠다. 1738년 세워진 석비에 "경주 부윤 조명겸이 나무로 된 얼음 창고를 돌로 고쳐 만들었다"고 적혀 있으며, 원래의 석빙고는 현재 석빙고 위치에서 서쪽 100m 정도에 터가 있다. 또한, 조선 고종때까지 석빙고에 있는 얼음을 신하들에게 주는 법을 실행하였다. 

## 갤러리

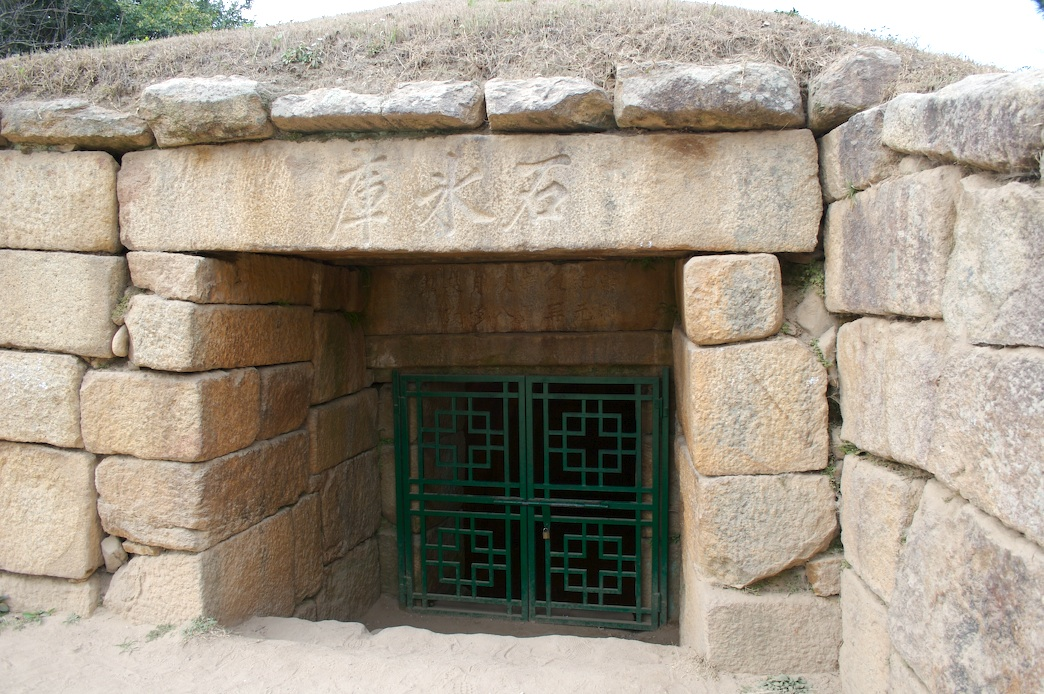
출입구
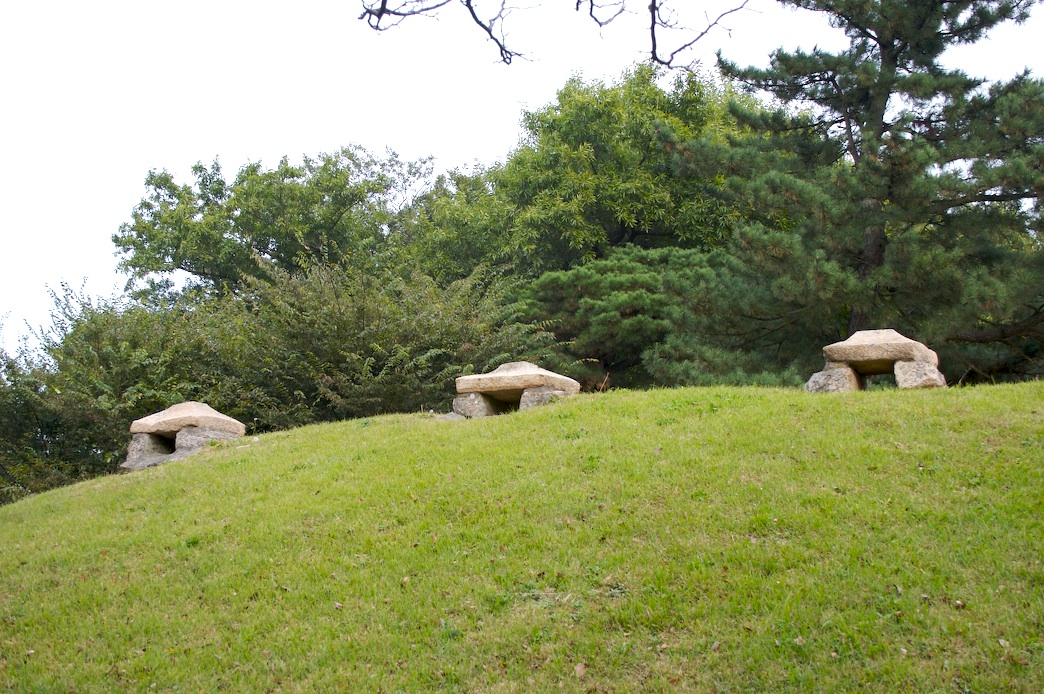
환기구
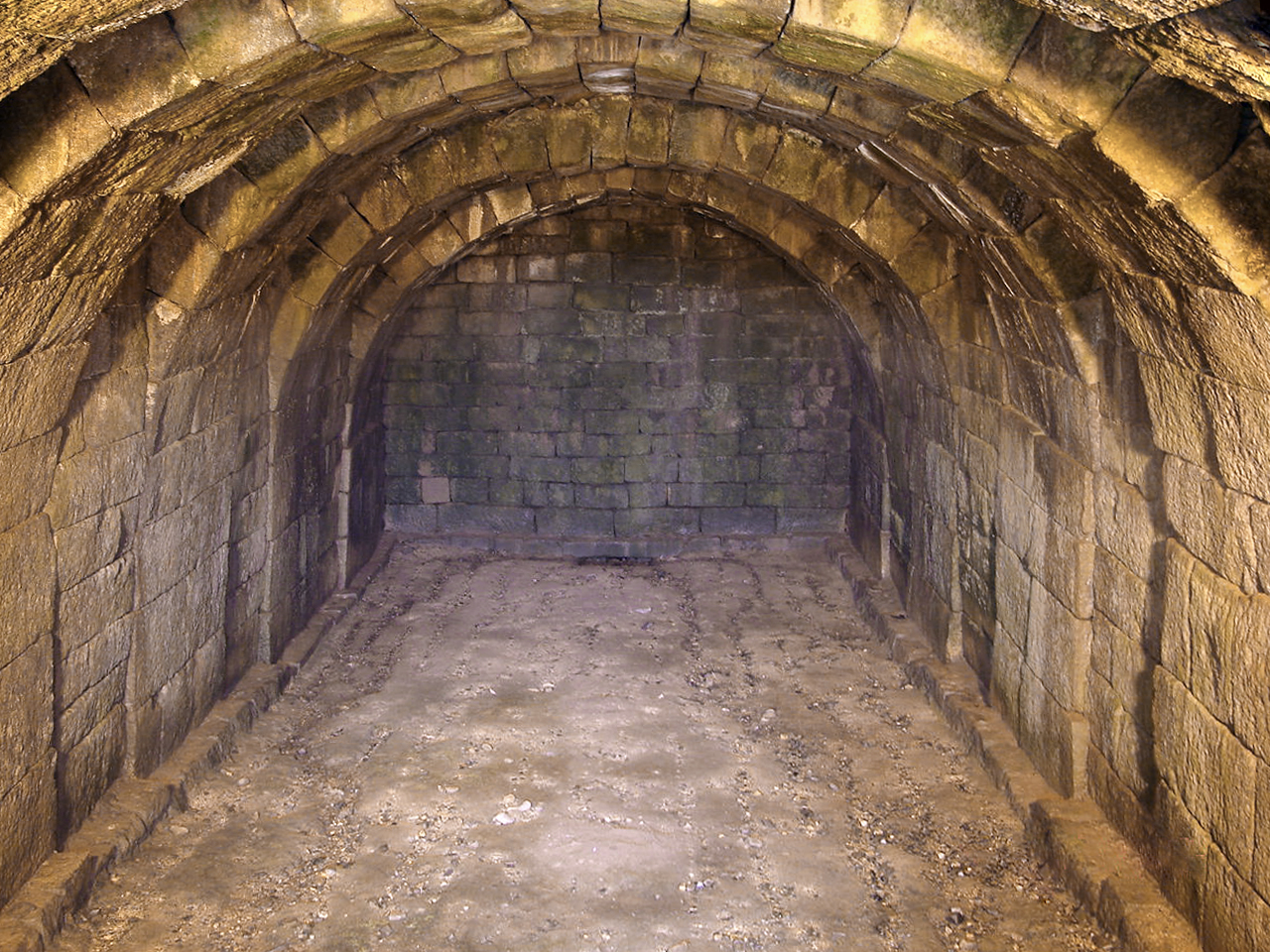
내부

## 같이 보기
- 빙고 (관청)안녕하세요 형들 반갑습니다

## 참고 자료
- 경주 석빙고 - 국가유산청 국가유산포털